# Младен Жујовић (потпуковник)
Младен Жујовић (Београд, 5/17. јун 1895 — Париз, 15. новембар 1969) био је српски правник и политичар и потпуковник ЈВ. Био је потпредседник Српског културног клуба. За време Другог светског рата био је члан четничког Централног националног комитета. Од 1943. био је делегат четничке Врховне команде за Далмацију. После капитулације Италије побегао је у Италију одакле се пребацио на Средњи исток, а затим у Француску. После рата је остао у емиграцији. На Београдском процесу је осуђен на смрт.

## Биографија
Рођен је 5/17. јуна 1895. у Београду од оца санитетског пуковника Јеврема (1860—1944), дерматовенеролога и и Данице рођене Аћимовић. Деда по оцу је био пуковник и државни саветник Младен М. Жујовић (1811—1894). Детињство је провео уз млађу браћу. Основну школу и Другу мушку гимназију с великом матуром завршио је у Београду и у јесен 1913. године ступио на Војну академију (46. класа). После свега девет месеци школовања, ступио је у рат као питомац поднаредник.

### Први светски рат
Цео Први светски рат провео је на првим линијама фронта као водник и заступник командира Митраљеског одељења. За заслуге у рату одликован је орденом Белог орла с мачевима, двема златним медаљама за храброст, једном сребрном медаљом за храброст и енглеским Војничким крстом.

### Међуратни период
Године 1920. заједно с преживелим ратницима из 45. и 46. класе београдске Војне академије поднео је оставку на војну службу у знак протеста што су после уједињења новопримљени официри из бивше аустроугарске војске из политичких разлога унапређени за капетане II класе, док су они који су заједно са њим изашли као победници из рата остали са чиновима поручника. Тада је разрешен војне службе. Након напуштања војне службе, одлази у Париз где је дипломирао на Правном факултету 1923. године и докторирао 1928. године, одбранивши тезу „О уставној власти у српским уставима“.
По повратку у Београд ступио је у адвокатску канцеларију свог пријатеља књижевника Драгише Васића, будућег потпредседника Српског културног клуба.

### Други светски рат и окупација
По објављивању мобилизације, поново је обукао војну униформу и у Априлском рату 1941. учествује као официр штаба генерала Миодрага Дамјановића, све до капитулације која га је затекла у Пријепољу. Након тога, илегално је живео у разним крајевима Шумадије све до јула 1941. када одлази на Равну гору где се ставља на располагању пуковнику Дражи Михаиловићу у његовој предстојећој борби.
Том приликом поднео је Михаиловићу познати „Нацрт за формирање и организацију органа цивилних и политичких власти на које би се војничка страна Покрета имала ослањати“. Нацрт др Жујовића је усвојен на конференцији одржаној на Равној гори и тада је образован Централни национални комитет у који је Младен Жујовић ушао као члан Михаиловићевог Врховног штаба. Жујовић је заједно са Драгишом Васићем и Стеваном Мољевићем био најистакнутији члан ЦНК у то време и заједно са њима двојицом члан трочланог Извршног одбора ЦНК. Извршни одбор комитета је прве две године руководио је са много послова, као што су администрација, везе са значајнијим присталицама Михаиловићевог покрета и пропагандом, што су били задаци за које Михаиловићеви команданти нису били прикладне особе. Практично су сви чланови ЦНК и сва три члана Извршног одбора били људи више великосрпских него општејугословенских политичких погледа, а имали су мало или никакво политичко искуство.
Марта 1942. ухапшен је од стране Гестапоа у Београду, али је после два месеца условно пуштен због недостатка доказа.
Поново је дошао у штаб Драгољуба Михаиловића крајем 1942. године на Сињајевину у Црну Гору. По доласку Младена Жујовића у штаб Врховне команде Михаиловић је образовао Извршни одбор ЦНК, у који су ушли Васић, Мољевић и Жујовић. После Михаиловићевог говора на крштењу детета у Горњем Липову у ком је оштро напао политику британске владе, Жујовић је неуспешно убеђивао британског пуковника Вилијама Бејлија да у свом извештају британској влади не помене или умањи значај овог инцидента. Неколико седмица након смрти Илије Трифуновића Бирчанина, Михаиловић је крајем априла 1943. поставио Жујовића за за команданта војних четничких снага у западним крајевима Југославије (Западна Босна, Лика и Далмација) са задатком да тамо уведе више реда и дисциплине и предузме офанзиву против партизана у западној Босни. Тада је унапређен у чин потпуковника. Жујовић је у Сплит стигао 10. маја и на том положају остао све до капитулације Италије. У Сплиту Жујовић је затекао врло неповољну ситуацију по четнике и критиковао је дотадашњи Бирчанинов рад. Жујовић је покушао да реорганизује и ојача четничке одреде у Далмацији и западној Босни. Издао је директиву да све четничке јединице у Далмацији и западној Босни уђу у састав Југословенске војске у отаџбини, на челу с Михаиловићем као министром и начелником штаба Врховне команде.
У Сплиту успева да са покрет Драже Михаиловића још више веже за угледне Хрвате који су били југословенски оријентисани, али је ту био ухапшен по други пут, овога пута од Италијана. Након Мусолинијевог пада, искористио је прилику после предаје италијанских снага и пуштен је из затвора. У једном нападу на партизанске одреде под Динаром, тешко је био контузован, док је његов начелник штаба мајор Душан Мирић погинуо.
У околини Динаре остао је све до упада партизанских снага у Сушак, па је затим рибарском бродићем прешао Јадранско море и искрцао се у савезничкој бази у Бриндизију у Италији.
Дража Михаиловић га је тада поставио за свог главног делегата у Председништву Југословенске краљевске владе и Војне команде у Каиру где је отишао савезничким авионом. У Каиру је Жујовић био Михаиловићева веза са његовим присталицама у САД као што је био Живан Кнежевић. Кнежевић и Жујовић су Михаиловићу преносили оптимистичне и нереалне информације и тиме су делимично одговорни за његову пропаст, мада је и сам Михаиловић из Србије слао информације по којима је ситуација за четнике била много повољнија него што је била у стварности. Након говора краља Петра II преко радија од 12. септембра 1944. којим је позвао да се све антифашистичке снаге ставе под команду маршала Тита, Младен Жујовић је напустио Африку и отишао у ослобођени Париз захваљујући помоћи француских војних власти, на авиону генерала Тестара.

### Послератно деловање
Неколико је пута комунистичке власти из Београда тражиле су његово изручење југословенским властима.
На суђењу Дражи Михаиловићу заједно са још 23 лица оптужених за издају земље и ратне злочине, које је одржано од 10. јуна до 15. јула 1946. у дворани Војнопешадијског училишта на Топчидеру у Београду, Младен Жујовић је осуђен на смрт у одсуству.
Притисак југословенских власти на Француску владу био је тако велики да је сам Жујовић морао да напусти Француску и оде у Америку.
Децембра 1950. се вратио у Париз. Ту је и умро 15. новембра 1969. године. Сахрањен је на Париском гробљу „Мопарнас“ у гробници свог таста генерала Ремон Пижоа.
Његову рукописну заоставштину је приредила Теодора Жујовић, монахиња манастира Градац. У питању су „Ратни дневник“ у три књиге (Први и Други светски рат), „Есеји о људима и догађајима 1903—1959“ и „Зборник докумената из заоставштине Младена Ј. Жујовића“. Свих пет књига је издато 2004. године у Врњачкој Бањи.